# Господин Клайн
„Господин Клайн“ (на френски: Monsieur Klein) е френско-италиански филм от 1976 г. на американския кинорежисьор Джоузеф Лоузи. Филмът е носител на награда „Сезар“ през 1977 г. Главната роля на Роберт Клайн се изпълнява от френския киноартист Ален Делон. В ролята на Флоранс участва френската киноактриса Жана Моро.

## Сюжет
Внимание:  Текстът по-долу разкрива сюжета на произведението (или части от него)!
През 1942 г. в Париж Роберт Клайн се чувства комфортно в окупираната от нацистите Франция. Той притежава луксозен апартамент, красива любовница и процъфтяващ бизнес. Дискриминирани от френския закон евреите са принудени да продават скъпи вещи и произведения на изкуството на безценица. За Клайн е лесно да се договаря на възможно най-ниските цени. Но животът му се преобръща неочаквано...

## В ролите
| Изпълнител      | Роля            |
| --------------- | --------------- |
| Ален Делон      | Господин Клайн  |
| Жана Моро       | Флоранс         |
| Франсин Берже   | Никол           |
| Жулиет Берто    | Жанин           |
| Луи Сение       | Бащата на Клайн |
| Жан Буиз        | Продавача       |
| Майкъл Лонсдейл | Пиер            |
| Масимо Джироти  | Чарлз           |